# 东北军区
东北军区是中国人民解放军的一个大军区。1948年1月1日成立。1955年3月22日，根据国务院1955年2月11日关于全国军区重新划分的决定，东北军区改为沈阳军区。

## 历史
根据中央军委1947年12月3日电示，1948年1月1日东北民主联军改称东北人民解放军，区分为东北军区和东北野战军，以原东北民主联军总部机关拆分为东北军区领导机关、东北野战军领导机关（林彪任司令员，罗荣桓任政治委员）。
1949年初，冀察热辽军区所属冀东军区调归华北军区建制，冀热察军区与北岳军区合并为察哈尔军区隶属华北军区建制。
1950年10月，从东北各县抽调一批县长、县委书记及一批干部，紧急组建入朝的志愿军后勤兵站线。从东北局、东北人民政府机关及各省抽调一批负责干部组建志愿军入朝的三个后勤分部。1950年11月，东北地区各级政府增设战勤机构，各省市设战勤处、县设民政局战勤股，区公所设战勤助理员，村设战勤委员，动员组织了60万人组成大批担架队、大车队、医疗队、汽车司机及铁路运输工务人员支前，其中累计入朝的支前人员21万人。

## 组织建制
东北军区
- 司令员兼政治委员林彪
- 第一副司令员兼副政治委员高岗
- 副司令员吕正操、周保中、肖劲光
- 第一副政治委员罗荣桓
- 副政治委员陈云、李富春
- 参谋长刘亚楼、伍修权
- 政治部主任谭政
- 炮兵司令部
  - 马政处：1951年7月27日成立。1951年10月1日随中国人民解放军炮兵司令部马政局改属中央军委总后勤部马政局后，东北军区马政处同时改隶属军区后勤部白城办事处管理。管理的军马场有牡丹江军马场、肇东军马场、四方山军马场、哈拉海军马场、白城军马场、扎兰屯军马场等。
- 辽北军区
- 辽宁军区
- 安东军区
- 热河军区
- 锦州军区
- 内蒙古军区
- 松江省军事部
- 合江省军事部
- 龙江省军事部
- 嫩江省军事部
- 吉林省军事部
- 第五十军
- 铁道纵队
- 炮兵第1指挥所
- 炮兵第2指挥所
- 装甲兵指挥所
- 高炮指挥所
- 工兵指挥所
- 东北军区后勤部
  - 后勤一分部：郑家屯
  - 后勤二分部：吉林市
  - 后勤三分部：齐齐哈尔
  - 后勤四分部：德惠
  - 后勤五分部：四平
  - 6个汽车团、4个辎重团，58所后方（兵站）医院
- 冀察热辽军区后勤部
- 东北军区整训第1师： 1949年3月改称步兵第160师，归47军建制，同年8月编入湖南军区，组建常德军分区和邵阳军分区。
- 东北军区整训第2师：1948年12月以吉林军区和原合江军区各1个独立团为基础组建。师机关由合江军区前方指挥部和吉林军区部分干部组成。1949年3月改为第165师划归第四野战军。1949年5月165师归湖北军区建制，1948年8月调给12兵团兼湖南军区，1949年11月兼组郴州军分区。
- 东北军区整训第3师： 1948年12月以龙江军区警卫团及解放第1、2、3团和两个独立团为基础编成。1949年5月改称中国人民解放军第169师。1950年7月，169师改为东北边防部队。
- 东北军区整训第4师： 1948年12月以嫩江军区前指为基础抽调原合江、松江、嫩江等军区5个解放团和独立团编成整训第4师，下辖7个架子团。1949年4月改称中国人民解放军第170师。1949年6月归辽西军区建制。1950年7月大部调归军委空军，另有6个建制营改为东北边防部队。
- 东北军区整训第5师
- 东北军区整训第6师： 1949年1月以辽宁军区2分区机关、军区二线兵团部队、县大队组建。1949年4月改称第171师，归辽东军区建制，1950年7月第511团补入39军。1950年8月该师撤消番号，512团调归军委空军，其余部队调归东北军区空军。
- 东北军区整训第7师

1949年2至6月，随东北大区行政建制，东北军区机关和部队进行整编。
- 东北军区司令员兼政治委员高岗
- 东北军区第一副司令员、代司令员邓华（1954年2月）
- 副政治委员李富春
- 参谋长伍修权/贺晋年（副司令员兼）
- 政治部主任周桓/莫文骅
- 辽东军区
- 辽西军区
- 热河军区
- 内蒙古军区
- 松江省军事部
- 黑龙江省军事部
- 吉林省军事部
- 7个步兵师、1个警卫师、11所军事院校
- 东北军区防空司令部：1950年8月成立
- 东北军区摩托装甲兵司令部：1950年12月成立
- 东北铁道运输司令部：1950年12月成立。1954年3月改为东北军区司令部军事交通部，副部长李荫芝。
- 东北军区炮兵司令部：1951年4月成立
- 旅大军事部：1951年11月成立
- 东北军区国防建设工程指挥部：1952年4月成立
- 东北军区工程兵部
- 东北军区公安部队司令部
- 东北军区空军司令部：1950年7月成立，司令员段苏权。[2]
- 东北军区后勤部：1950年8月7日，为统一领导东北军区和东北边防军后勤工作，中央军委决定组建成立“东后”。部长李聚奎/周纯全/罗成德，第一政委聚奎，第二政治委员张明远（东北局秘书长兼），第一副部长周玉成、第二副部长张明远（1955年开国少将），副政委曹德连。组成“东北军区后勤部前方指挥所”，主任张明远（1955年开国少将），政委杜者蘅
  - 司令部
  - 政治部 主任曹德连（后勤部副政委兼）/马绍华（后勤部副政委兼） 副主任刘祺瑞
  - 财务部 部长苏焕清
  - 军械部
  - 运输部 部长王作藩（1950.8--1950.10）/叶林（1950.10--1950.12.13）/闵一帆（1950.12.13--1952.10），政治委员黄惠良（1950.10--1952.10），副部长王作藩（1950.10--1952.10）/蒋泽民（1950.10--1952.10）
  - 车辆兽力运输管理部 部长闵一帆（1952.10--1952.11）/苏焕清（1952.11--1954.5），副部长王作藩（1952.10--1954.5）/蒋泽民（1952.10--1954.5）
  - 卫生部 部长李资平（后勤部副部长兼），副部长龙开富， 政委戴文彬
    - 政治部 主任戴文彬兼
    - 直属第二十八后方医院
    - 第一医管处 政治部  
      - 第六后方医院 丹东
      - 第八后方医院
      - 第十后方医院 临江县
      - 第十六后方医院
      - 第二十五后方医院
      - 第二十六后方医院

    - 第二医管处
      - 第一兵站医院
      - 第二兵站医院
      - 第二十九后方医院
      - 第三十二后方医院 双城县
      - 第三十四后方医院
      - 第四十八后方医院

    - 第三医管处
      - 第十四后方医院 敦化
      - 第十七后方医院
      - 第十八后方医院
      - 第十九后方医院
      - 第四十七后方医院
      - 第四十九后方医院

    - 第一后方医院：驻沈阳市，1952年改为东北军区总医院，1955年改为沈阳军区总医院。
    - 第二后方医院 驻齐齐哈尔市，沿革为解放军第一军医大学
    - 第四后方医院 辽阳市
    - 第五后方医院 锦州
    - 第九后方医院 密山市
    - 第十二后方医院 辽宁
    - 第十三后方医院
    - 第十五后方医院 丹东
    - 第二十后方医院 本溪
    - 第二十二后方医院 阜新市
    - 第二十四后方医院 凤城县
    - 第三十后方医院 兴城县
    - 第三十三后方医院 勃利县

  - 营房部
  - 后勤一分部：1950年8月31日中央军委决定成立。编制2600人，对作战部队实施后勤保障工作。10月下旬正式成立。部长王珠强，政治委员马绍华。一分部负责东线的辑安、别河场、武坪里；
  - 后勤二分部：1950年10月下旬正式成立。部长王希克，政治委员李纲。二分部东线的临江、周波、长津；
  - 后勤三分部：1950年11月下旬正式成立。部长毛普安，政治委员胡廷。三分部负责中线的长甸河口、新仓、北镇。